# Пятнистый цветной флейтист
Пятнистый цветной флейтист (лат. Ptilorrhoa leucosticta) — вид птиц семейства флейтистовых. Выделяют 7 подвидов.
Эндемик Новой Гвинеи. Населяет почти все горные и предгорные районы. Живёт в тропических горных дождевых лесах на высоте 1200—2700 м над уровнем моря.
Мелкая птица длиной 20 см, весом 49—51 г. Это птицы с крепким, но стройным телосложением, с округлой головой, тонким клювом со слегка изогнутым кончиком, закруглёнными крыльями, крепкими и вытянутыми ногами и длинным хвостом с закруглённым концом. Верх головы, шея и надхвостье имеют красновато-коричневую окраску. Спина, крылья, хвост, подхвостье, боковые стороны коричнево-оливковые. Первичные кроющие крыльев с белыми кончиками. Грудь синевато-серого цвета. Горло белое, ограничено чёрной полосой, которая образует также лицевую маску. Клюв и ноги черноватые, глаза темно-коричневые.
Активен днём. Держится в одиночку или парами. Большую часть дня проводит на земле или среди низких ветвей кустов, где ищет пищу. Питается насекомыми и мелкими беспозвоночными.
Сезон размножения приходится на конец сухого сезона (август—октябрь). Моногамные птицы. Гнездо строят среди нижних ветвей кустарников. Данных о репродуктивном поведении недостаточно.